# Rhysida crassispina
Rhysida crassispina är en mångfotingart som beskrevs av Kraepelin 1903. Rhysida crassispina ingår i släktet Rhysida och familjen Scolopendridae. Inga underarter finns listade i Catalogue of Life.